# Rio Bârsa Groșetului
O Rio Bârsa Groşetului é um rio da Romênia afluente do Rio Bârsa, localizado no distrito de Braşov.